# جمجمة الإنسان
عند الإنسان، تتكون جمجمة البالغ من 22 عظمة (باستثناء عظيمات السمع في الأذن الوسطى). وباستثناء الفك السفلي، فإن جميع العظام متصلة مع بعضها بواسطة المفاصل.

## المكونات

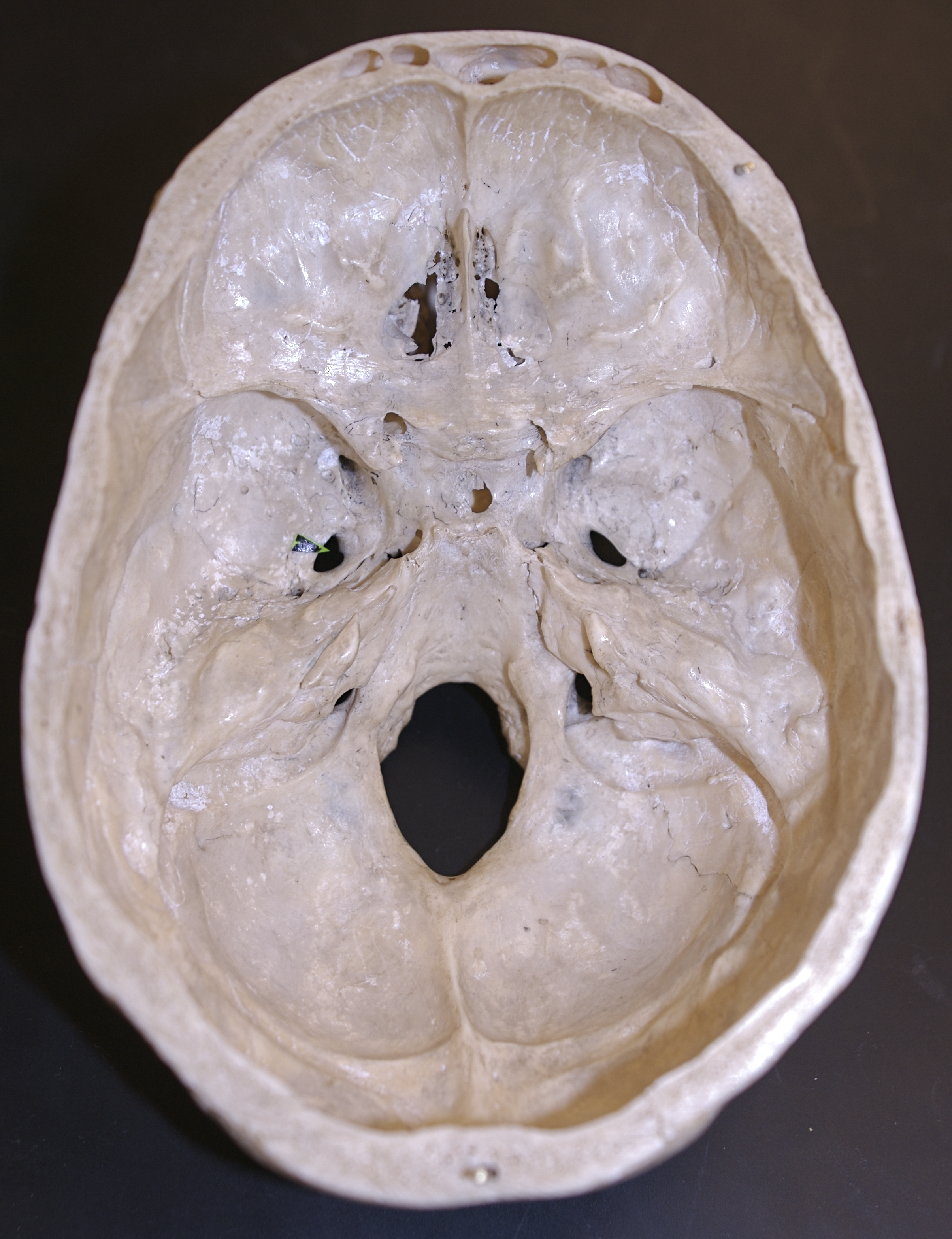
السطح الداخلي السفلي من الجمجمة العصبية

تتكون جمجمة الإنسان من العظام التالية، المقصود بالعظم المزدوج هو العظم الموجود في الجانب الأيمن والجانب الأيسر، بينما العظم المفرد هو العظم وحيد.
- العظم الجبهي (عظم مفرد)
- العظم القذالي (عظم مفرد)
- العظم الوتدي (عظم مفرد)
- عظم الميكعة (عظم مفرد)
- العظم الغربالي (عظم مفرد)
- عظم الفك السفلي (عظم مفرد)
- عظم الفك العلوي (عظم مزدوج)
- العظم الصدغي (عظم مزدوج)
- العظم الجداري (عظم مزدوج)
- العظم الوجني (عظم مزدوج)
- العظم الدمعي (عظم مزدوج)
- العظم الأنفي (عظم مزدوج)
- العظم الحنكي (عظم مزدوج)
- القرين الأنفي السفلي (عظم مزدوج)